# Magaly Espinosa
Magaly del Carmen Espinosa Sarria  es una economista chilena, fue Superintendenta de Servicios Sanitarios del Gobierno de la presidenta Michelle Bachelet, cargo que ocupó durante nueve años, hasta octubre de 2015. 
Estudió ingeniería comercial con mención en economía de la Universidad de Chile, casa de estudios de la que se tituló en el año 1982. Posteriormente egresó del programa de posgrado en la misma disciplina de Ilades/Georgetown.
Posee también un diplomado en preparación y evaluación de proyectos y en regulación con mención en servicios sanitarios, ambos de la Universidad de Chile.
Entre 1983 y 1993 desempeñó labores en el Ministerio de Economía de su país en materias de coyuntura económica, regulación ambiental y de servicios públicos.
En el año 1998 asumió como jefa de la división de estudios y normas en la Superintendencia de Servicios Sanitarios, para posteriormente ejercer como jefa de la división de concesiones en la misma entidad.
En marzo de 2006, debido al nombramiento de Juan Eduardo Saldivia como subsecretario de Obras Públicas, asumió de manera interina la titularidad de la SISS.
Fue ratificada en este cargo por la presidenta Michelle Bachelet en octubre de ese mismo año tras liderar un concurso público en el que disputó la plaza con aproximadamente 250 profesionales. Permaneció en dicha responsabilidad tras el arribo de Sebastián Piñera, en marzo de 2010, y luego del retorno de Bachelet, en el mismo mes de 2014.